# Abe Holzmann
Pour les articles homonymes, voir Holzmann.
Abraham Holzmann, dit Abe Holzmann, né le 19 août 1874 à New York et mort le 16 janvier 1939 à East Orange, est un compositeur américain de musique ragtime, d'origine hongroise par son père. Il est connu pour avoir composé des cakewalks au début du XXe siècle, la première forme que prit le ragtime, ainsi que Smoky Mokes et des marches et des valses.

## Liste des compositions

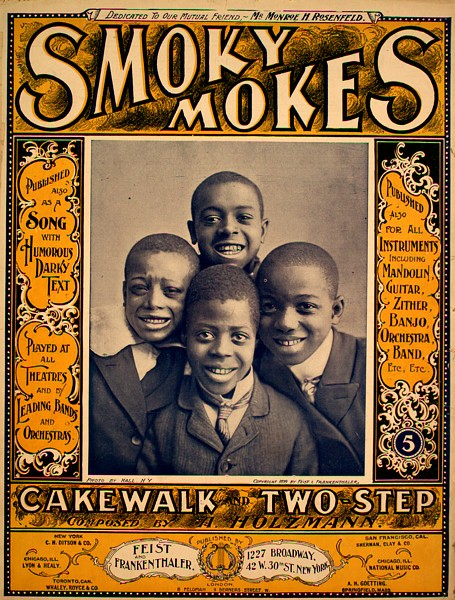
Smoky Mokes (1899)

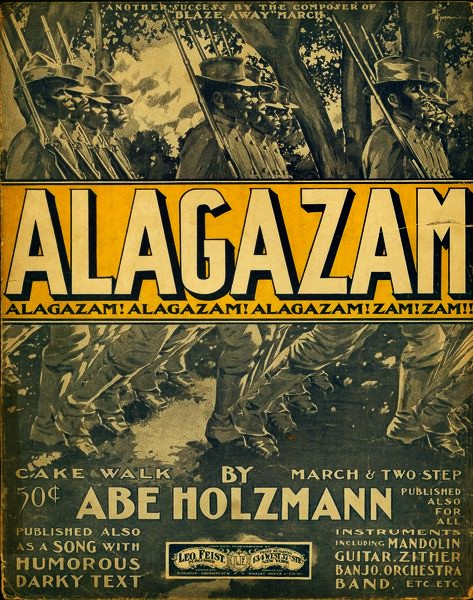
Alagazam (1902)

- 1899 : Bunch o' Blackberries - Cakewalk Two Step
- 1899 : Smoky Mokes - Cakewalk and Two Step
- 1899 : Smoky Mokes (Song) [avec W. Murdoch Lind]
- 1899 : You'll Have to Transfer
- 1900 : Hunky Dory - Characteristic Cakewalk, March & Two Step
- 1900 : Bunch o' Blackberries (Song)
- 1900 : Calanthe - Waltzes
- 1901 : Affinity March
- 1901 : Blaze-Away! - March Two Step
- 1901 : Jumping-Jacks Jubilee
- 1901 : The Hand that Rocks the Cradle Rules the World [avec Carroll Fleming]
- 1902 : Blaze Away
- 1902 : Alagazam - Cakewalk, March & Two Step
- 1902 : Symphia - Waltzes
- 1903 : Alagazam (Song)
- 1904 : Uncle Sammy - March & Two Step
- 1904 : Uncle Sammy (Song)
- 1904 : Spirit of Independence
- 1904 : Nyomo - A Mexican Love Song
- 1905 : Loveland - Waltzes
- 1905 : Yankee Grit - March & Two Step
- 1905 : Good Old Timers
- 1906 : Flying Arrow - Intermezzo Indienne
- 1906 : Nyomo - March & Two Step
- 1906 : Mandy
- 1907 : Cowperthwait Centennial - March
- 1908 : Old Faithful - March & Two Step
- 1908 : Get on the Raft With Taft [avec Harry D. Kerr]
- 1908 : The Whip
- 1909 : Love Sparks - Waltzes
- 1910 : Blaze of Glory
- 1911 : The Winning Fight - March & Two Step
- 1912 : The Spirit of Independence - Military March & Two Step
- 1913 : The Whip - March & Two Step
- 1914 : First Love (Premier Amour) - Waltz
- 1915 : A-la-carte - One Step
- 1916 : The Rialto
- 1922 : Jack Canuck
- 1931 : Blaze-Away! (Song) [avec Jimmy Kennedy]
- 1931 : St. Louis Times Military March